# Lucio Claudio Próculo Corneliano
Lucio Claudio Próculo Corneliano (en latín: Lucius Claudius Proculus Cornelianus) fue un senador romano, que vivió en el siglo II, y desarrolló su cursus honorum bajo Trajano, Adriano, y Antonino Pío. 

## Carrera
A través de diplomas militares, que están fechados el 18 de julio y el 22 de agosto de 139 respectivamente, está documentado que Corneliano fue cónsul sufecto, presumiblemente desde el 1 de abril hasta el 31 de junio de ese mismo año.
Una inscripción, que fue encontrada en Tibur y que está fechada entre los años 151-175, muestra que estaba casado con una mujer noble llamada Herennia Helvidia Emiliana.